# Ольбія (аеропорт)
Аеропорт Ольбія—Коста Смеральда (італійська Aeroporto di Olbia-Costa Smeralda) (IATA: OLB, ICAO: LIEO) — міжнародний аеропорт, розташований за 1 км від центру Ольбії, острів Сардинія, Італія. Аеропорт є один з трьох провідних міжнародних аеропортів Сардинії.
Аеропорт є базовим для авіакомпанії Air Italy.

## Термінали
Аеропорт має один термінал побудований в 2002 році, площею 42 000 м² та пропускною спроможністю до 4,5 млн. пасажирів/рік.

## Авіалінії та напрямки, січень 2023
| Авіакомпанія                  | Пункт призначення |
| ----------------------------- | --- |
| Aer Lingus                    | Сезонний: Дублін (з 2 травня 2023) |
| AeroItalia                    | Мілан-Бергамо (з 27 березня 2023), Флоренція (з 28 березня 2023) |
| Air France                    | Сезонний: Париж–Шарль де Голль |
| airBaltic                     | Сезонний: Рига |
| Austrian Airlines             | Сезонний: Відень |
| British Airways               | Сезонний: Лондон-Хітроу |
| Brussels Airlines             | Сезонний: Брюссель |
| Condor                        | Сезонний: Дюссельдорф, Франкфурт, Мюнхен |
| easyJet                       | Мілан-Мальпенса, Лондон-Гатвік Сезонний: Амстердам, Барі, Базель-Мюлуз-Фрайбург, Берлін, Болонья, Бордо, Бристоль, Женева, Лондон–Лутон, Ліон, Нант, Неаполь, Ніцца, Париж–Шарль де Голль, Париж–Орлі, Тулуза, Турин, Венеція                                           |
| Edelweiss Air                 | Сезонний: Цюрих |
| Eurowings                     | Сезонний: Кельн/Бонн, Дюссельдорф, Гамбург, Зальцбург, Штутгарт |
| Iberia                        | Сезонний: Мадрид |
| ITA Airways                   | Мілан–Лінате, Рим-Ф'юмічіно Сезонний: Генуя, Верона |
| Jet2.com                      | Сезонний: Бірмінгем (з 28 травня 2023), Лондон–Станстед, Манчестер |
| LOT Polish Airlines           | Сезонні: Катовиці, Любляна, Варшава–Шопен |
| Lübeck Air                    | Сезонні: Берн, Любек |
| Lufthansa                     | Сезонний: Франкфурт, Мюнхен |
| Neos                          | Сезонний: Мілан-Мальпенса, Верона |
| Norwegian Air Shuttle         | Сезонний: Копенгаген, Осло-Гардермуен, Стокгольм-Арланда |
| Scandinavian Airlines         | Сезонний: Копенгаген, Осло-Гардермуен, Стокгольм-Арланда |
| SkyAlps                       | Сезонний: Больцано |
| SmartWings                    | Сезонний: Братислава, Прага |
| Swiss International Air Lines | Сезонний: Женева |
| Transavia                     | Ліон, Амстердам |
| Transavia France              | Сезонний: Париж-Орлі |
| TUI Airways                   | Сезонний: Лондон-Гатвік, Манчестер (з 27 травня 2023) |
| TUI fly Belgium               | Сезонний: Брюссель |
| Volotea                       | Болонья, Мілан–Лінате, Рим-Ф'юмічіно, Турин, Верона Сезонні: Анкона, Барселона (з 26 травня 2023), Мілан-Бергамо, Бордо, Катанія, Довіль, Флоренція (з 27 травня 2023), Генуя, Лілль (з 21 квітня 2023), Ліон, Нант, Неаполь, Палермо, Піза, Страсбург, Трієст, Венеція |
| Vueling                       | Флоренція |
| Wizz Air                      | Сезонні: Барі, Болонья, Мілан–Мальпенса, Рим-Чіампіно, Варшава–Шопен |

## Статистика
Див. джерело запитів Вікіданих та джерела.
| Рік  | Пасажирообіг | %      | Авіатрафік | %      | Вантажообіг (тонн) | %       |
| ---- | ------------ | ------ | ---------- | ------ | ------------------ | ------- |
| 2000 | 1.336.618    | ▲ 14,5 | 23.418     | ▲ 4,1  | 2.190              | ▼ 11    |
| 2001 | 1.350.868    | ▲ 1,1  | 23.971     | ▲ 2,4  | 2.270              | ▲ 3,7   |
| 2002 | 1.385.144    | ▲ 2,5  | 23.118     | ▼ 3,6  | 1.853              | ▼ 18,4  |
| 2003 | 1.554.254    | ▲ 12,2 | 26.089     | ▼ 12,9 | 1.819              | ▼ 1,8   |
| 2004 | 1.585.662    | ▲ 2    | 28.923     | ▲ 10,9 | 982                | ▼ 46    |
| 2005 | 1.671.218    | ▲ 4,7  | 31.138     | ▲ 7,7  | 925                | ▼ 5,8   |
| 2006 | 1.832.085    | ▲ 9,6  | 32.942     | ▲ 5,8  | 914                | ▼ 1,2   |
| 2007 | 1.800.206    | ▼ 1,7  | 34.013     | ▲ 3,3  | 1.504              | ▲ 64,6  |
| 2008 | 1.803.324    | ▲ 0,2  | 32.420     | ▼ 4,7  | 802                | ▼ 46,7  |
| 2009 | 1.694.089    | ▼ 6,1  | 29.997     | ▼ 7,5  | 220                | ▼ 72,6  |
| 2010 | 1.646.247    | ▼ 2,8  | 29.508     | ▼ 1,6  | 221                | ▲ 0,5   |
| 2011 | 1.874.696    | ▲ 13,9 | 30.346     | ▲ 2,8  | 203                | ▼ 8,1   |
| 2012 | 1.887.640    | ▲ 0,7  | 27.932     | ▼ 8    | 136                | ▼ 33    |
| 2013 | 1.972.269    | ▲ 4,5  | 27.576     | ▼ 1,3  | 284                | ▲ 105,3 |
| 2014 | 2.127.718    | ▲ 7,9  | 28.548     | ▲ 3,5  | 309,9              | ▲ 9,1   |
| 2015 | 2.240.016    | ▲ 5,3  | 28.272     | ▼ 1    | 246,6              | ▼ 20,4  |
| 2016 | 2.546.073    | ▲ 13,7 | 31.929     | ▲ 12,9 | 175                | ▼ 29    |
| 2017 | 2.811.738    | ▲ 10,4 | 34.041     | ▲ 6,6  | 188,6              | ▲ 7,7   |